# Telex.hu
A Telex.hu internetes hírportál, amelynek kiadója a Telex.hu Zrt. A Telex.hu indulásáról szóló tervet 2020. szeptember 4-én jelentette be Munk Veronika, a Telex.hu főszerkesztője. A kiadó cég tulajdonosa és ügyvezetője Kárpáti Márton. Munk és Kárpáti 2020 júliusáig az Index.hu főszerkesztő-helyettesei voltak.
Az ezt követő egyhónapos felkészülési időszakban a Telex honlapján az elérhető erőforrások mobilizálása történt, valamint egy egyperces videofelvétel volt látható, amelyben Munk bemutatta a tervezett sajtóterméket és a leendő olvasók támogatását kérte. A hírportál felállításának hátterében az állt, hogy 2020 augusztusában viharos körülmények között távozott az Indextől a főszerkesztő, annak két helyettese, és mintegy 90 munkatárs, mert úgy találták, az Index megváltozott tulajdonosi körével nem tudnak együtt dolgozni. Az induláskor a Telexet az Index volt munkatársai készítették, bár az Indextől távozottak közül nem mindenki csatlakozott a Telexhez.
A hírportál végül közadakozásból 2020. október 2-án indult el. 2022 nyarán az anyavállalat Kft.-ből zártkörű részvénytársasággá alakult, és egy évvel később a részvények tulajdonosai a Telex dolgozói lettek. 25% a vezetőség kezében van (törzs-, illetve elsőbbségi részvények: Dull Szabolcs, Kárpáti András, Pusztay András, Kárpáti Márton), 75% pedig a többi munkatársé lett.

## Előzmények
A lap indításának előzménye az volt, hogy 2020. július 22-én, elhúzódó belső viták és több fordulóban lezajlott tulajdonosváltások után az Index.hu Zrt. igazgatótanácsa felmondott Dull Szabolcs főszerkesztőnek. A szerkesztőség munkatársai a főszerkesztő menesztését úgy értékelték, hogy ellehetetlenült a lap független működése, és követelték Dull visszahelyezését. Miután ez a követelés elutasításra talált, július 24-én szinte valamennyien (a HVG információi szerint 90-ből 87 ember) felmondtak.
Az események nyomán Budapesten ezrek tüntettek a sajtószabadságért. A tüntetés egyik szónoka felvetette: kész lenne havi tízezer forintot fizetni egy új, független hírportálnak.
A távozó indexesek Facebook-oldalt indítottak, ahol 2020. augusztus 31-én búcsúvideót tettek közzé. Ebben Munk Veronika arról beszélt, hogy a volt munkatársak előfizetéses alapú hírportált hoznak létre.
Egy rövid időre felmerült, hogy a távozó indexesek esetleg a 444.hu internetes újságnál folytatják a munkát, de végül erre a fúzióra nem került sor.

## Alapítás

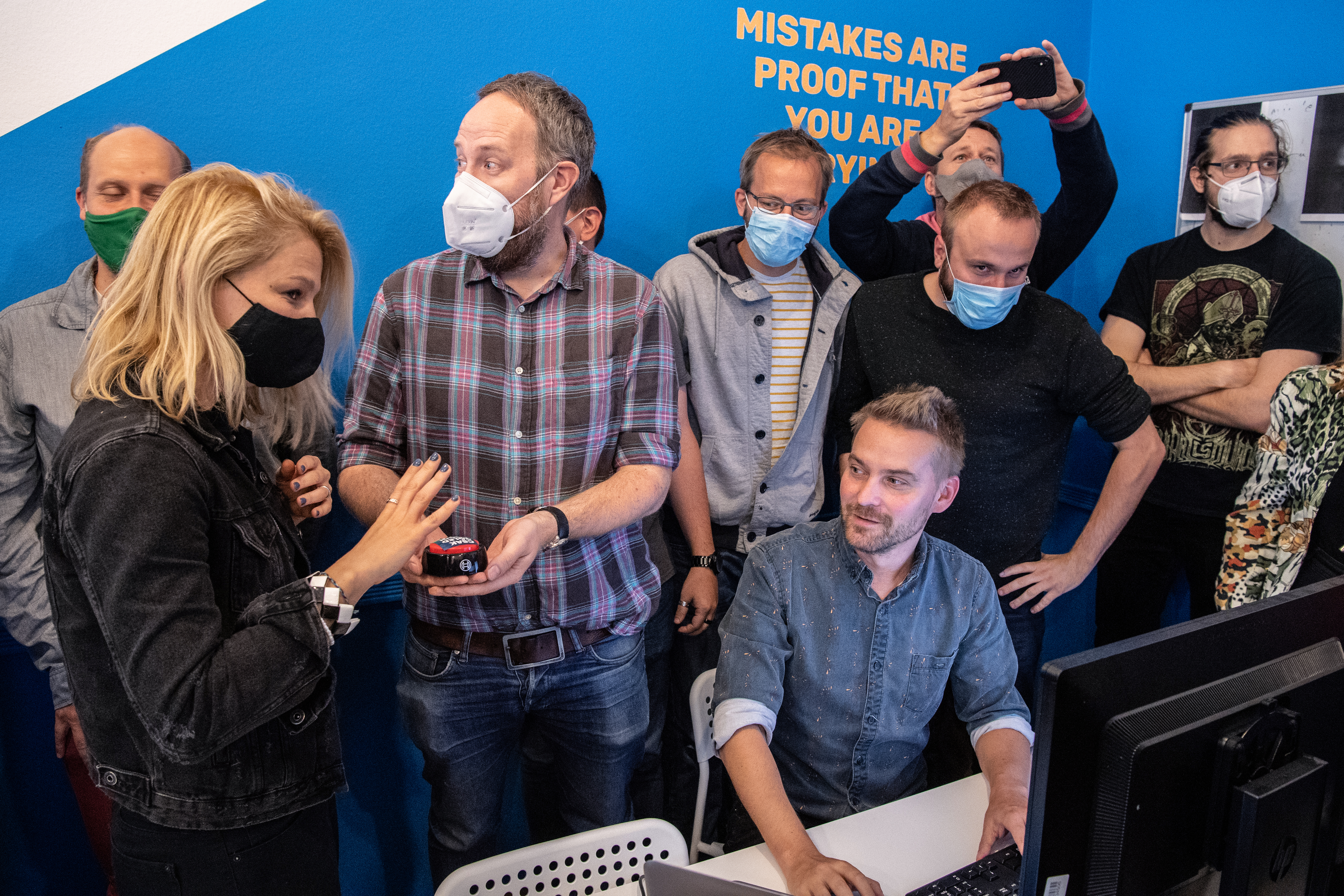
Munk Veronika főszerkesztő (balra) megnyomja a Kárpáti Márton kiadótulajdonos (kockás ingben) kezében lévő gombot, és ezzel útjára indul a Telex.hu 2020. október 2-án

A Telex.hu kiadója a Van Másik Kft., amelynek Kárpáti Márton, az Index.hu volt főszerkesztő-helyettese a tulajdonosa. Kárpáti 2020 júliusában, még Dull Szabolcs elbocsájtása előtt felmondott. Elmondása szerint a felmondásnak részben családi oka volt, részben az Indexben érezhető változásokkal kapcsolatos elégedetlenség állt a háttérben, nem pedig az, hogy ekkor már új médiacég alapítását tervezte volna. Mindenesetre a telex.hu doménnevet augusztus 13-án az a Kárpátok Kommunikációs Ügynökség Kft. jegyeztette be, amelyet egy hónappal korábban – július 13-án – Kárpáti Márton testvére, Kárpáti András alapított. Kárpáti Márton elmondása szerint erre azért volt szükség, mert a telex.hu-t egy korábbi tulajdonostól kellett megvenni, és az árat felhajtotta volna, ha kiderül, hogy a vásárló cég az Index volt munkatársaihoz köthető.
A doménnevet szeptember 25-én átvette a Van Másik Kft., amely a tervek szerint hosszú távon zártkörű részvénytársasággá fog alakulni, amelyben aztán a kulcsfontosságú munkatársak is tulajdonrészt kaphatnak.
2020. szeptember 4-én aztán Munk Veronika videóüzenetben tette közzé, hogy a távozó indexesek Telex.hu néven terveznek hírportált létrehozni, amelynek ő lesz a főszerkesztője. Munk elmondása szerint a készülő hírportál se bal- se jobboldali irányba nem lesz elfogult, és arra fog törekedni, hogy a tényeket objektíven mutassa be. A videoüzenetben arra kérte a nyilvánosságot, „alapító támogatóként” anyagilag is támogassák az induló vállalkozást. Ebből a célból a leendő hírportál helyén adománygyűjtő oldal létesült. A távozó indexesek Facebook-oldala is felvette a Telex.hu nevet.
Munk Veronika elmondása szerint a befolyó összeget irodabérlésre, technikai eszközökre és infrastruktúrára, valamint a munkatársak fizetésére fogják költeni. Ezzel kapcsolatban Kárpáti Márton azt mondta, nem lesz annyi pénzük, hogy mind a 90 távozó indexest foglalkoztassák, és az induláskor 40-50 fős stábbal számolnak. Szeptember 23-án azonban a Telex Facebook-oldalán megjelent az induló stáb névsora, amely hetven volt indexest sorolt föl.
A leendő stáb a tényleges beindulás előtt is közzétett néhány hírt a Telex.hu Facebook-oldalán.
A hírportál végül egyhónapos felkészülési idő után 2020. október 2-án kezdte meg tevékenységét.

## Fogadtatás
A Telex.hu elindítása széles sajtónyilvánosságot kapott. A semleges hangvételű tájékoztatók mellett megjelentek a támogatásra buzdító, illetve a kezdeményezést elmarasztaló véleménycikkek is. Sztankóczy András, az Index új vezető szerkesztője úgy nyilatkozott, ha beindul a Telex, annak a híreit is fogják szemlézni.
A hírportál adománygyűjtő oldalán látható számláló szerint 2020. szeptember 22-ig közel harmincháromezren támogatták anyagilag a Telex.hu létrejöttét. Az Economia nevű csehországi lapkiadó 200 000 eurós támogatást ígért az alakulóban lévő internetes újságnak. Kárpáti Márton elmondása szerint az Economia az adomány révén nem válik a Telex társtulajdonosává. Ugyanakkor a nagy összegű támogatással kapcsolatban olyan értékelés is megjelent, hogy „A Telex egy cseh milliárdos propagandalapja”.

## Munkatársak

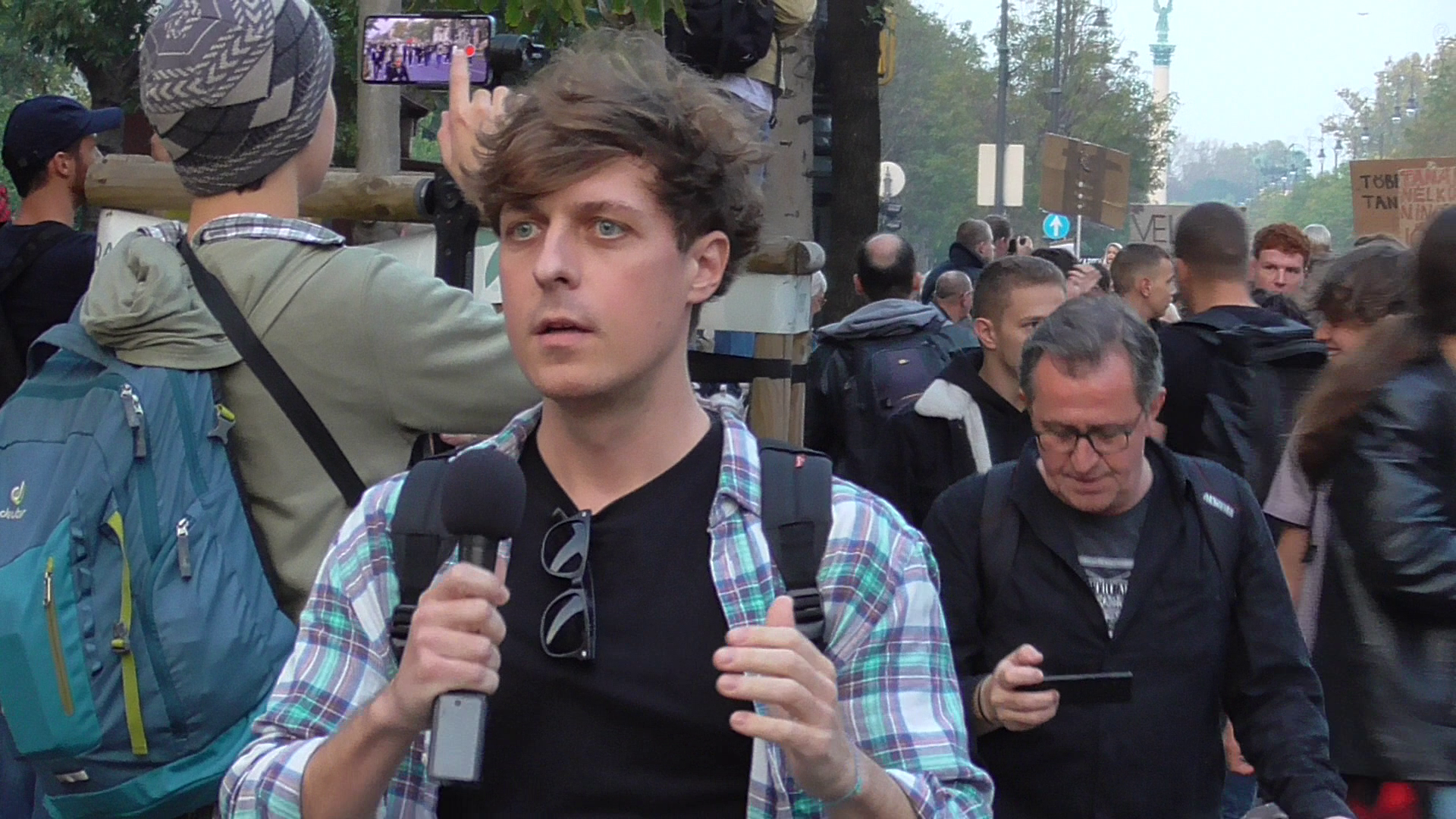
Fábián Tamás a Telex ismert újságírója a 2022 október 24-i diáktüntetésről közvetít

A lapot Német Tamás főszerkesztő vezeti. Munkáját hattagú lapmenedzsment és az ötfős szerkesztői csapat segíti. A portál híreit és véleménycikkeit 31 fős újságírói stáb és egy nyolcszemélyes állandó szerzői csoport írja. A vizuális megjelenésről az art director és a kilencfős fotó-grafika-videó csoport gondoskodik. A nyelvi, helyesírási minőségért az olvasószerkesztő felel. Munk Veronika Dull Szabolcs főszerkesztősége alatt tartalomfejlesztési vezetőként dolgozott. Dull Szabolcs szakmai igazgatóként dolgozott illetve a Telex Akadémia szakmai vezetőjeként folytatta munkáját 2024. januári távozásáig.

### Főszerkesztői
- 2020–2021 : Munk Veronika
- 2021–2022 : Munk Veronika és Dull Szabolcs
- 2022–2023 : Dull Szabolcs
- 2023– : Német Tamás

## Díjai, elismerései
- 2020: A DIG olasz újságírószervezet Watchdog awards nevű díja[28]
- 2021: #AllForJan award, (Ján Kuciak emlékére alapított díj)[29]
- 2021: Magyar Sajtódíj[30]
- 2021: Minőségi Újságírásért díj (a kárpátaljai Tisza-szennyeződést bemutató videóért)[31]
- 2021: A svéd Riporterek Határok Nélkül sajtószabadságdíja (Press Freedom Prize 2021)[32]